# Cristian Battocchio
Cristian Damián Battocchio (ur. 10 lutego 1992 w Rosario) – włoski piłkarz pochodzenia argentyńskiego występujący na pozycji pomocnika w klubie Tokushima Vortis.